# Strychnos malacoclados
Strychnos malacoclados är en tvåhjärtbladig växtart som beskrevs av Charles Henry Wright. Strychnos malacoclados ingår i släktet Strychnos och familjen Loganiaceae. Inga underarter finns listade i Catalogue of Life.